# Saturnino Albarracín
Saturnino Albarracín fue un médico argentino que desempeñó una importante labor en la lucha contra la tuberculosis en las primeras décadas del siglo XX.

## Biografía

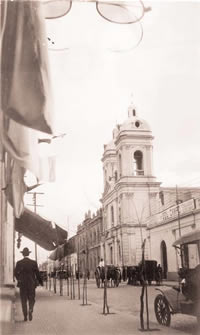
Antigua catedral de San Juan

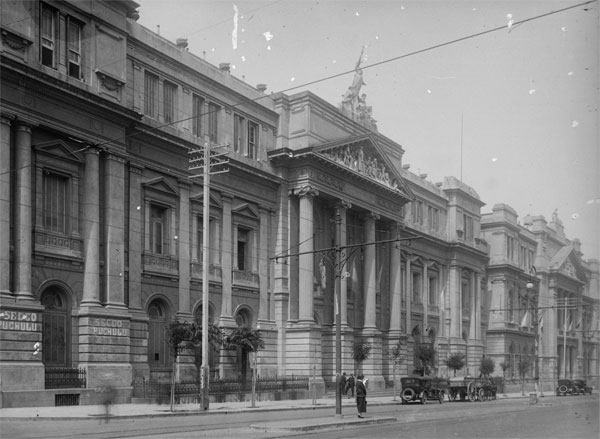
Antigua Facultad de Ciencias Médicas (UBA)

Saturnino Albarracín nació en la ciudad de San Juan, Provincia de San Juan, República Argentina, el 13 de julio de 1873 y fue bautizado en su catedral el 10 de septiembre de ese año. Era hijo del doctor Juan Crisóstomo Albarracín, ministro de Justicia e Instrucción Pública de la Nación durante la presidencia de Domingo Faustino Sarmiento y de Adelina Albarracín.
Influenciado por su tío el doctor Alejandro Emilio Albarracín, gobernador de la provincia de San Juan (1890-1894), ingresó a la Facultad de Medicina de la Universidad de Buenos Aires donde se doctoró con diploma de honor por tener las mejores clasificaciones del curso, el 22 de junio de 1900 con la tesis La cianosis en la enfermedad congénita del corazón, apadrinada por el doctor Manuel Blancas y que dedicó «A la memoria de mis queridos padres y de mi tío Dr. Alejandro Albarracin; A mis hermanos; Al Dr. Isidro Quiroga». Ese año se graduaron en la Facultad de la cual era decano el doctor Enrique del Arca (1854-1911) 64 médicos.
En el verano del 1900 la epidemia de peste bubónica que afectaba al país se ensañó particularmente con la ciudad de Rosario (Argentina), afectando especialmente el Barrio Refinería y la barraca Germania obligando a las autoridades a disponer un cordón sanitario y suspender el tráfico ferroviario. Recién recibido de médico, Albarracín decidió instalarse en la ciudad como voluntario para combatir la enfermedad. El 2 de marzo de 1900 fue designado médico interno de la Casa de Aislamiento.
Pese a las circunstancias, el 19 de mayo de ese mismo año contrajo matrimonio con Sara Isabel Palacios, hija de Eloy Palacios, fundador del Pueblo Eloy Palacios, actual Barrio Belgrano de la ciudad de Rosario, con quien tuvo cuatro hijos: Ernesto, Susana, Raquel y Alberto Albarracin. 
Tras la epidemia permaneció en Rosario ejerciendo su profesión y en 1901 ingresó como médico al Hospital de Caridad, donde trabajó durante la mayor parte de su vida.
El 5 de marzo de 1902 fue designado también médico de la Asistencia Pública de Rosario. En 1904 era médico de la Sala San Francisco del Hospital de Caridad y en 1909 fue designado médico director del Consultorio Ginecológico de la Asistencia Pública.
Al encararse la construcción del Hospital Provincial del Centenario en Rosario, fue nombrado miembro de la comisión técnica asesora junto a Bartolomé Vasallo, Camilo Aldao, Clemente Álvarez, José S. Sempé, Jerónimo Vaquié, Domingo Mangiante, Luis Vila y Federico Schlessinger, entre otros destacados médicos.
En 1911 fue designado médico jefe del Lactarium. Complementaba sus cargos públicos con el ejercicio privado de la profesión en Rosario, donde en 1914 ofrecía sus servicios como «Dr. Saturnino Albarracín. Médico cirujano. Enfermedades internas y de niños. Santa Fe 1346».
En 1923 fue nombrado profesor de Ciencia y Terapéutica de la Facultad de Medicina de la Universidad Nacional del Litoral en Santa Fe (Capital). Entre sus discípulos se contaron los doctores Sylvestre Begnis, González Sabathié, Sgrosso, Fernández y Taltavull. En 1925 fue elegido Consejero de dicha casa de estudios. 
En 1929 renunció a sus cargos y regresó a Rosario. En la década de 1920 formó junto a los doctores José Sempé, Clemente Álvarez y Manuel Pignetto el Comité de Rosario de la Liga Argentina Contra la Tuberculosis.
En 1934 asumió la dirección del Hospital de Caridad, cargo que mantendría ya hasta su retiro.
Ese año actuó también como vocal de la sección Clínica Médica y Terapéutica del V Congreso Nacional de Medicina que se realizó en Rosario.
En 1935 fue designado médico titular de la Junta de Administración Sanitaria y Asistencia Social de Rosario.
En 1937 fue primero vocal y luego presidente del Consejo General de Educación.
En 1938 fue delegado por la Provincia de Santa Fe ante el III Congreso Provincial del Niño y la I Conferencia Nacional de Psicotecnia.
En 1941 fue miembro de honor de la comisión para la coronación de la Virgen del Rosario y fue designado vocal de la Sección de Medicina Interna del Congreso Nacional de Medicina reunido en la ciudad de La Plata.
Al producirse el trágico terremoto de San Juan de 1944 acudió a colaborar en la asistencia a los heridos.
En 1948 representó a la provincia de Santa Fe en los homenajes realizados en el país con motivo de los 50 años del fallecimiento de Domingo Faustino Sarmiento. 
En 1950 se retiró de su cargo de director del Hospital de Caridad.
Fue propuesto para decano de la Facultad de Medicina pero declinó el nombramiento.
Presidió el Círculo Médico de Rosario y fue socio fundador del Colegio Médico de Rosario.
Falleció en Rosario el 24 de septiembre de 1951.
Saturnino Albarracín «a pesar de ser un hombre del centro y con cierto status social no escatimó esfuerzos en atender en su domicilio particular a grandes y niños, ricos y pobres, combatiendo la tisis que por entonces constituía un azote para la sociedad».
Una calle de Fisherton (Rosario) lleva su nombre.